# اس‌اس هامبورگ (۱۹۲۶)
اس‌اس هامبورگ (۱۹۲۶) (به انگلیسی: SS Hamburg (1926)) یک کشتی بود که طول آن ۶۳۵ فوت (۱۹۴ متر) بود. این کشتی در سال ۱۹۲۶ ساخته شد.